# Nastran
Nastran（）とは、構造解析を主用途とした有限要素法CAEソフトウェアである。従来は、開発者の設立したMSCソフトウェアよりリリースされていたが、反トラスト法の適用で、現在は複数の企業よりリリースされている。

## 概要
リチャード・マクニールとロバート・シュヴェンドラーは、SADSAMという名称で、構造解析プログラムを開発していた。同時期にアメリカ政府はアメリカ航空宇宙局（NASA）のために構造解析プログラム開発を要望していたため、彼らはMSCソフトウェアを設立し、開発したプログラムを1968年にNastranという名称で納入した。
このプログラムを、MSCソフトウェアでは1971年から MSC.Nastran の名称のソフトウェアとして販売およびサポートを開始した。これは、まとまった構造解析プログラムとしては、初めての商業用リリースであったため、機械、建築・土木、造船などの重工業を中心に、広く受け入れられ、構造解析ソフトウェアのスタンダードの地位を築くに至った。これに伴い、MSCソフトウェアは世界各国に進出し、日本でも、1973年に最初の納入が行われ、1982年には日本法人が設立されている。
Nastran のリリース当時は、大型コンピュータでの利用が中心であったものの、そのメモリ領域は限られており、いかに少ないリソースで少しでも大きな計算を実行できるかは、大きな課題であった。Nastran は、先進的な要素モデルを次々に盛り込むことで、より少ない積分点で計算できるようにするなどの工夫も数多くなされていた。これらの特徴のある要素は、現在でも有限要素法における最も一般的な要素として使用されている。さらに、非線形解析プログラムや流体、電場などへの対応で、汎用解析ソフトウェアとしても、より幅広い市場を獲得していった。
MSCソフトウェアでは、この業界内での地位を確固としたものにするべく、1990年代以降、補完的な製品を開発する企業および競合する製品を開発する企業を、次々と買収して行った。しかし2002年11月には、さらに多くの買収を行おうとする行為に対し、連邦取引委員会による反トラスト法違反の申し立てを受けた。これに対してMSCソフトウェアでは、最新バージョンの Nastran のコピーを他社へ渡して、販売可能とすることで、和解に至った。そのため、現在はシーメンスPLMソフトウェアによる NX Nastran や NEiソフトウェアによる NEi Nastran など、複数の Nastran が市場に出まわるに至っている。
NX Nastran では、独立系プリポスト・ソフトウェアであったフィーマップを買収し、GUIを大幅に強化したパッケージをリリースし、得意とするハイエンドCAD市場に対して積極的な販売が行われている。NEi Nastran は、独自のプリポストのほかに、ミドルレンジCADとして最大のシェアを持つSolidWorks（）と連携した動作を可能にした NEi Works をリリースし、従来 Nastran では十分に対応できていなかったローレンジからミドルレンジの設計ソリューションとしても展開している。一方で MSC.Nastran を展開していたMSCソフトウェアは、株価の低迷から2009年7月にシンフォニー・テクノロジー・グループにより買収された。